# Gaußstein

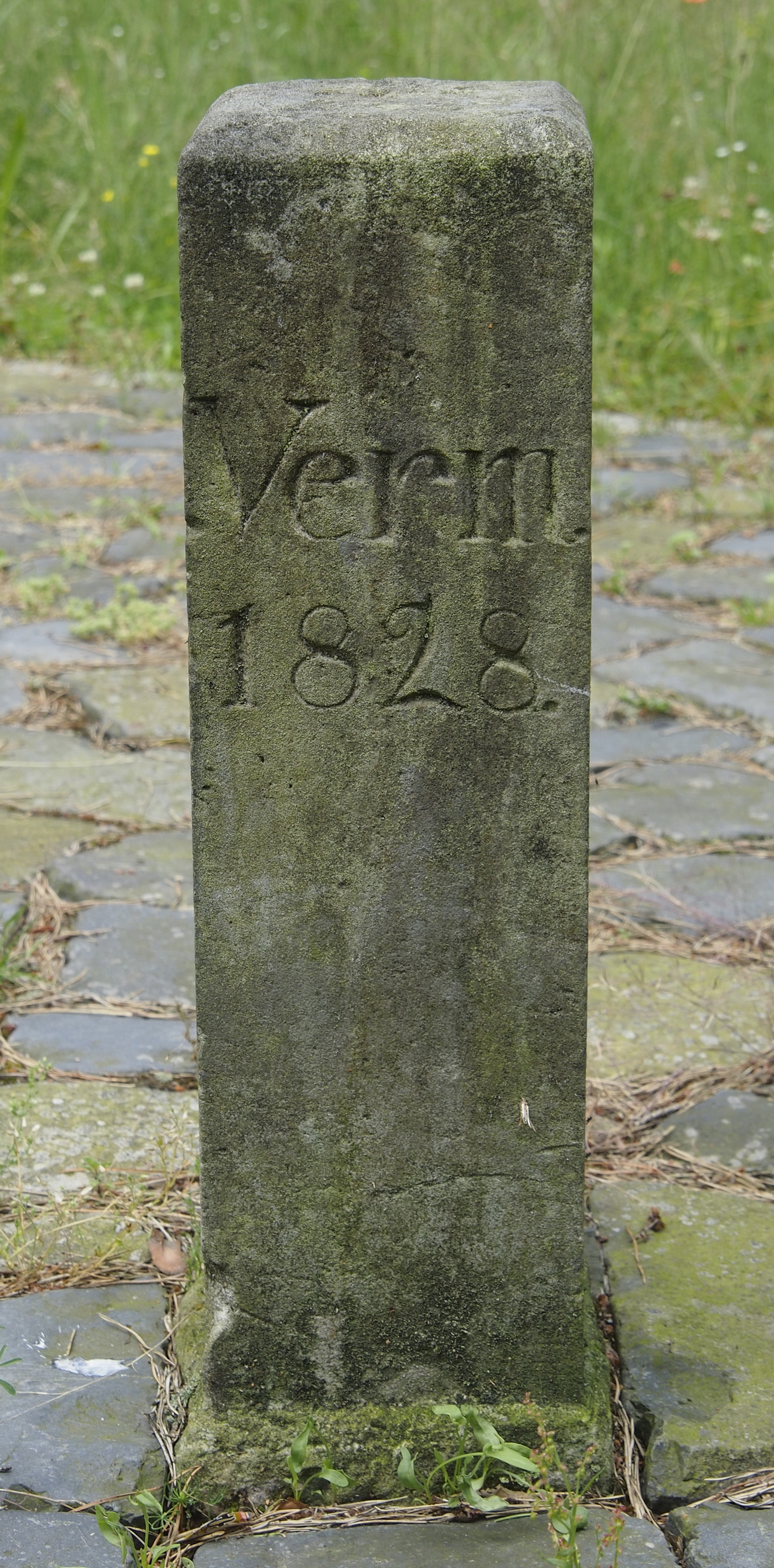
Gaußstein Breithorn bei Unterlüß

Gaußsteine sind historische Vermessungspfeiler, die der Mathematiker und Geodät Carl Friedrich Gauß um 1820 zur Vermessung des Königreichs Hannover errichten ließ (Gaußsche Landesaufnahme). Sie finden sich hauptsächlich im Gebiet des heutigen Niedersachsens. Die erhalten gebliebenen Steine stehen überwiegend unter Denkmalschutz.

## Geschichte
Im Jahr 1820 beauftragte König Georg IV. den Mathematiker, Physiker und Professor für Astronomie an der Universität Göttingen sowie Direktor der Sternwarte Göttingen Carl Friedrich Gauß damit, das Königreich Hannover zu vermessen. 1821 begann Gauß mit den Geländearbeiten zur Triangulation des Königreichs. Mit seinen Gradmessungen bis 1825 hatte er die Grundlagen für weitere Vermessungsarbeiten gelegt, die andere, darunter sein Sohn Joseph, bis 1844 fortsetzten. Im Ergebnis führten die Arbeiten zur Gaußschen Landesaufnahme und zur Entwicklung des Gauß-Krüger-Koordinatensystems durch Gauß.

## Ausführung

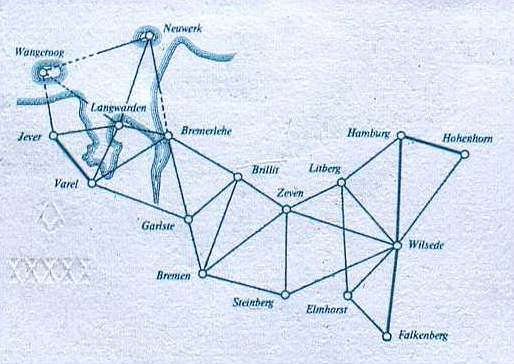
Ausschnitt aus dem Triangulationnetz des Königreichs Hannover von Gauß in den Jahren 1821 bis 1825 auf der 10-DM-Note der letzten Serie (1989–2001)

Gauß benötigte als Messgrundlage feste Basispunkte, von denen er messen und andere Stationen anpeilen konnte. Dazu nutzte er Landmarken, wie Kirch- und Leuchttürme. Außerdem legte er auf hohen Standorten künstliche Vermessungspunkte in Form von Gaußsteinen an. Dabei handelt es sich um lange und schmale Pfeiler aus Stein, die über eine quadratische Deckplatte verfügen. Sie diente zur Auflage der Messgeräte.
Bei der Vermessung verwendete Carl Friedrich Gauß die Methode der kleinsten Quadrate zum Ausgleich der Beobachtungsfehler. Dazu nutzte er einen Theodolit von Georg Friedrich von Reichenbach und den von ihm eigens erfundenen Vize-Heliotrop zur Nutzung des Sonnenlichtes für Vermessungssignale. Ein Teil des Dreiecksnetzes der Gaußschen Gradmessung und der Vize-Heliotrop waren auf der Rückseite der 10-DM-Banknote der vierten Serie der Deutschen Mark abgebildet.

## Heute
Viele Gaußsteine sind trotz ihrer soliden Bauweise im Laufe der Zeit beseitigt worden. Vielfach wurden die Basispunkte bereits kurz nach den Messungen zerstört, weil Landbesitzer und Bauern hinter den Vermessungsarbeiten Maßnahmen zur Veränderung des Steuerwesens vermuteten.

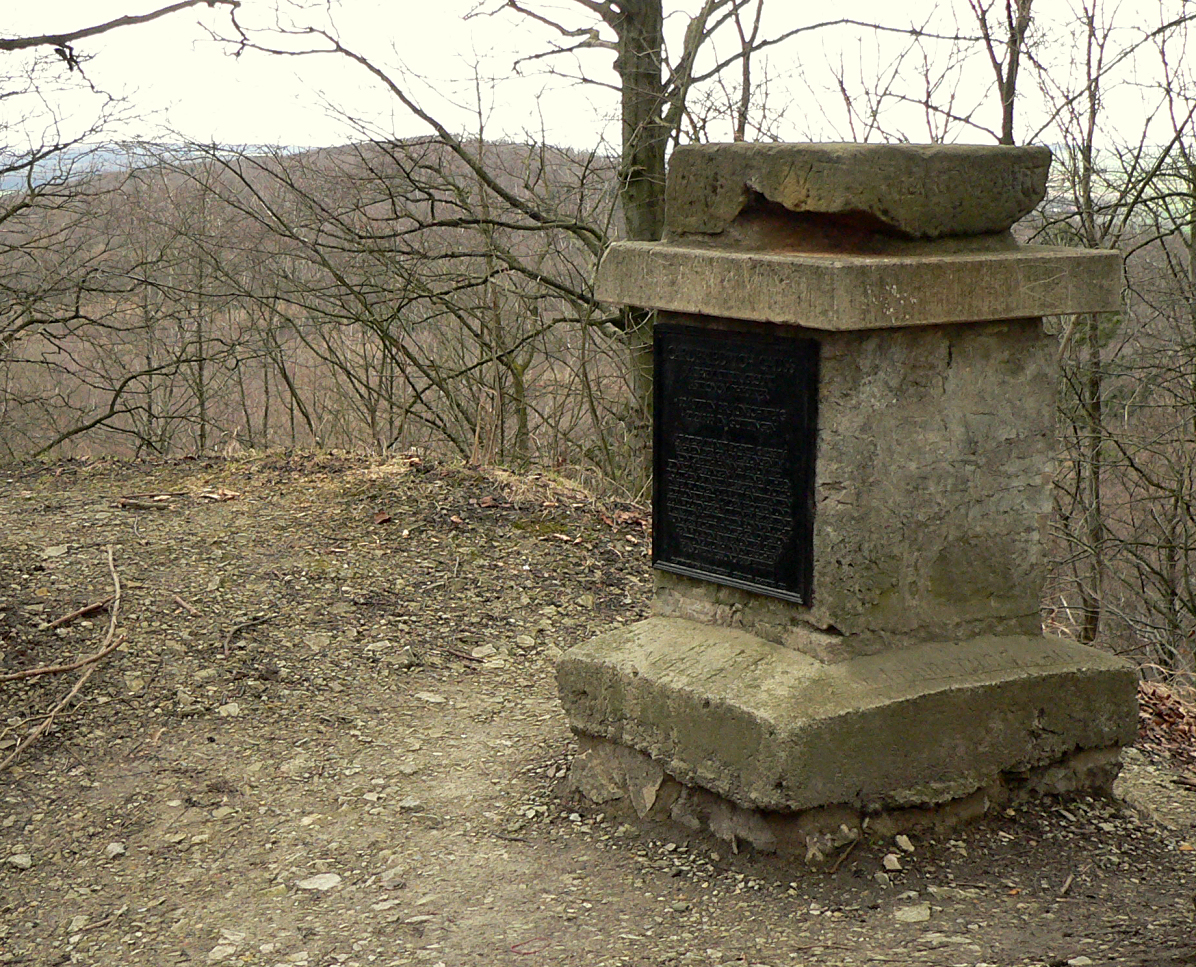
Ein Gaußstein in den Lichtenbergen, nahe der Burg Lichtenberg

Erhaltene Gaußsteine sind unter anderem:
- der Gaußstein (Breithorn) bei Unterlüß im Landkreis Celle
- der Gaußstein  auf dem Brelinger Berg
- die Gaußsteine am Rand  des Dasseler Beckens
- der Gaußstein auf dem Deister beim Annaturm
- der Gaußstein auf dem Gieseberg bei Deiderode im Landkreis Göttingen
- der Gaußstein (Dörenberg) auf dem Dörenberg bei Georgsmarienhütte
- der Gaußstein (Garlste) in Garlstedt
- der Gaußstein auf dem Haußelberg in der Lüneburger Heide
- der Gaußstein auf dem Kleperberg oberhalb von Göttingen
- der Gaußstein (Osterberg) in Langendamm
- der Gaußstein (Lichtenberge) oberhalb der Burg Lichtenberg bei Salzgitter

Nicht erhaltene Gaußsteine sind unter anderem:
- der Gaußstein (Deister) auf dem Kalenberg bei Bredenbeck
- der Gaußstein auf dem Wilseder Berg in der Lüneburger Heide.
- der Gaußstein auf dem Osterberg bei Garßen